# Michl Ebner
Michl Ebner (ur. 20 września 1952 w Bolzano) – włoski polityk, deputowany krajowy i europejski.

## Życiorys
Ukończył studia prawnicze (studiował na uniwersytetach m.in. w Padwie i Bolonii). W latach 70. pracował jako dziennikarz.
W 1972 podjął działalność polityczną w grupie młodych Południowotyrolskiej Partii Ludowej. Od 1979 zasiada w zarządzie tego ugrupowania, reprezentującego głównie mniejszość niemieckojęzyczną. W tym samym roku po raz pierwszy został posłem do Izby Deputowanych. W parlamencie zasiadał do 1994, tj. w okresie VIII, IX, X i XI kadencji.
W 1994, 1999 i 2004 uzyskiwał mandat posła do Parlamentu Europejskiego. Wchodził w skład prezydium Grupy Europejskiej Partii Ludowej (Chrześcijańscy Demokraci) i Europejskich Demokratów. Brał udział w pracach Komisji Rolnictwa i Rozwoju Wsi oraz Delegacji do wspólnej komisji parlamentarnej UE-Chorwacja. W 2009 nie ubiegał się o reelekcję.